# Fuga de Colditz

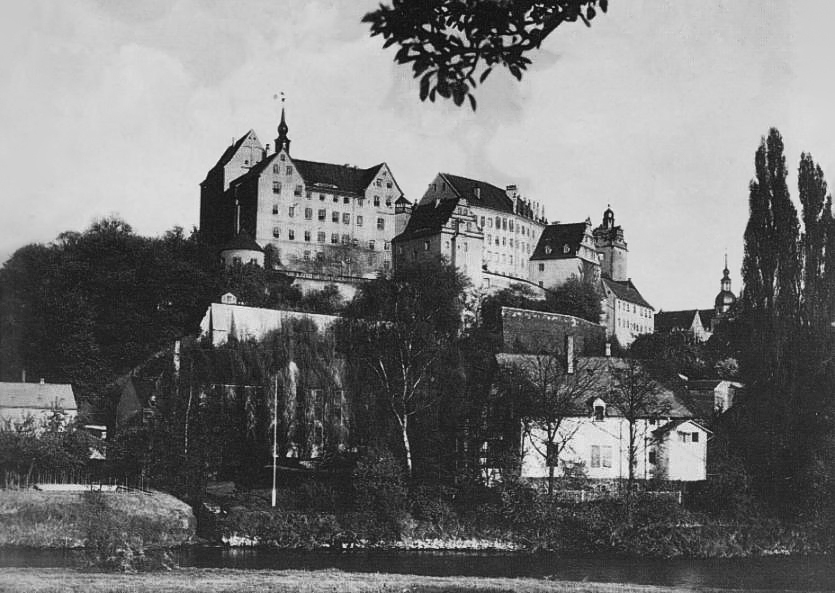
Castell ds Colditz, on està inspirat el joc.

La Fuga de Colditz és un joc de taula produït per Parker Brothers. Està basat en la història real de la fuga del presoner de guerra Pat Reid del camp de presoners de guerra del castell de Colditz durant la segona Guerra Mundial. El 1991 va ser produïda la versió digital del joc. Es tractava d'una aventura gràfica compatible amb la plataforma Amiga i produïda per Digital Magic. Quatre presoners, un britànic, un francès, un americà i un polonès intenten la fuga del castell de Colditz.

## El joc de taula
Poden formar part del joc de 2 a 6 jugadors, un dels quals ha de representar els soldats alemanys i la resta una de les sis nacionalitats representades per fitxes de diferents colors:
- Negre : Guàrdies alemanys

Presoners:
- Vermell: Britànics
- Blau: Americans
- Marró: Francesos
- Taronja: Holandesos
- Verd: Polonesos

El nombre de fitxes inicials de soldats i de presoners ve determinat pel nombre de jugadors participants en cada partida: 
- 2 Jugadors: 8 presoners i 6 guàrdies
- 3 Jugadors: 7 presoners per cada nació aliada + 12 guàrdies
- 4 Jugadors: 6 presoners per cada nació aliada + 14 guàrdies
- 5 Jugadors: 5 presoners per cada nació aliada + 15 guàrdies
- 6 Jugadors: 4 presoners per cada nació aliada + 16 guàrdies

Les fitxes es mouen mitjançant la puntuació obtinguda al llançar dos daus.
L'objectiu del joc pels presoners és intentar ser el primer a poder realitzar la fuga d'un nombre pactat de presos (en general 2) durant un temps determinat a l'inici de la partida, i l'objectiu dels guàrdies és intentar evitar les fugues durant aquest període. Per poder escapar, primer cada presoner ha d'obtenir un equip de fuga consistent en aliments, una disfressa, una brúixola i papers falsos. Hi ha també cartes d'oportunitat, les quals poden ajudar a l'obtenció de l'equipament i a l'obtenció de les cartes de túnels. Els guàrdies alemanys tenen cartes de seguretat que ajuden a l'arrest dels presoners i a confiscar l'equipament de fuga. Els dos tipus de cartes, oportunitat i seguretat, s'obtenen mitjançant l'obtenció d'un 3, 7 o 11 en la suma dels dos daus.
Es pot obtenir també més equipament o material en finalitzar amb èxit un intent de fuga. L'equipament que es pot obtenir d'aquesta forma són unes tisores de filferro, corda, passis falsos i claus. Existeixen també 3 túnels pels quals els presoners poden realitzar la fuga mitjançant les cartes d'oportunitat oportunes.

## Versió digital
El joc d'ordinador es juga amb una combinació de joystick i teclat, mitjançant el qual els jugadors poden controlar fins a 4 presoners, sempre un a la vegada, intercanviant-se entre ells mitjançant les tecles F1 i F4.
Para evitar la fuga, els guàrdies patrullen la majoria de les zones del castell tant de dia com de nit, i realitzen tocs de queda i recompte de presoners. La violació de les normes significarà l'arrest a les cel·les d'aïllament, i la resistència als guàrdies significarà la mort mitjançant l'arma que cada soldat du a sobre.